# Lopatanj
Lopatanj es un pueblo ubicado en la municipalidad de Osečina, en el distrito de Kolubara, Serbia.

## Superficie
Posee una superficie de 34,69 kilómetros cuadrados.

## Demografía
Hasta 2011 la población era de 1110 habitantes, con una densidad de población de 32 habitantes por kilómetro cuadrado.